# Haliotis brazieri
Haliotis brazieri is een slakkensoort uit de familie van de Haliotidae. De wetenschappelijke naam van de soort is voor het eerst geldig gepubliceerd in 1869 door Angas.